# Anthophora brasiliana
Anthophora brasiliana là một loài Hymenoptera trong họ Apidae. Loài này được Urban & Melo mô tả khoa học năm 2005.